# Кёрте, Вернер
Фридрих Эмиль Вернер Кёрте (нем. Friedrich Emil Werner Körte; 21 октября 1853, Берлин — 3 декабря 1937, там же) — немецкий врач, один из ведущих хирургов Германии.

## Биография
Родился в семье тайного санитарного советника доктора Фридриха Кёрте (1818—1914).
Изучал медицину в университетах Берлина, Бонна и Страсбурга. С 1974 по 1980 годы работал врачом-ассистентом в Страсбурге и Берлине. Получил степень доктора медицины в 1875 году в Страсбурге.
На протяжении 1899—1924 лет — директор и заведующий хирургическим отделением берлинской больницы в Урбане. В 1896 году разработал круговую резекцию петли кишки, а в 1898 году провел первое удачное раскрытие абсцесс в поджелудочной железы.
В 1905 году отказался от приглашения возглавить кафедру в Кенигсбергского университета.
Более 30 лет был редактором журнала «Архив клинической хирургии» (нем. Archiv fur klinische Chirurgie). Избирался секретарём, а с 1930 года — почетным председателем Немецкого общества хирургов.
Научные труды посвящены легочной и военно-полевой хирургии, хирургии желчных путей и печени, поджелудочной железе аппендициту, перитониту.
Автор воспоминаний о Первой мировой войне (1929).
В 1933 году удостоен дворянского герба Германской империи.
Его именем названы клинический симптом в диагностике острого панкреатита.

## Основные труды
- «Beitrag zur Lehre vom runden Magengeschwiir» (Diss., Strass-burg, 1875).
- «Die ehirurgischen Krankheiten und die Verletzungen des Pankreas» (Stuttgart, 1898).
- «Beitrage zur Chirurgie der Gal-lenwege und der Leber» (Berlin, 1905).
- Ряд глав по хирургии брюшной полости в «Hand-buch der praktischen Chirurgie», hrsg. v. E. Bergmann und P. Bruns, B. Ill, Stuttgart, 1907.
- «Die chirurgische Behandlung der acu-ten Pankreatitis» (Archiv f. klin. Chirurgie, B. XCVI, 1911).
- «Die Chirurgie des Perito-neums» (Stuttgart, 1927—Neue deutsche Chirurgie, hrsg. v. H. Kiittner, B. XXXIX, Stuttgart, 1927).